# Nicolás Pretto
Nicolás Pretto (Sacanta, 19 de diciembre de 1993) jugador argentino de la disciplina bochas.  Fue campeón nacional, panamericano y mundial en varias ocasiones.

## Vida personal
Nicolás Pretto pasó gran parte de su vida en el campo donde su padre le enseñó las reglas básicas de este deporte y comenzó a surgir un gusto hacia el mismo  a los nueve años.  Comenzó a jugar ya como federado, luego de realizar sus estudios académicos correspondientes a primaria y secundaria en su pueblo. Comienza sus estudios universitarios en la ciudad de Córdoba en la Facultad de Educación Física donde se recibe en el año 2018 como unos de los 10 jóvenes sobresalientes de la provincia.
En su tiempo en Francia recibió el apodo dado por la gente de "Messi de las bochas" el cual queda cada vez que participa de un torneo o competencia cualquier sea el nivel.

## Trayectoria deportiva
- Campeón Sudamericano 2008 en Tucumán.
- Subcampeón mundial en duplas en el Mundial sub-18 de Zerbín en Rijeka, Croacia. 2010. Junto a Rafael Randazzo.[4]
- Medalla de Bronce en Individual en Mundial sub-18 de Zerbín en Rijeka, Croacia. 2010.[4]
- Campeón mundial sub-18 en parejas en el Mundial de Zerbín en Saint-Vulbas, Francia. Junto a Rafael Randazzo.[5]
- Campeón mundial sub-23 en Tiro de Precisión en el Campeonato Mundial Zerbín Juvenil Sub-18 y Sub-23 en Mónaco 2016.[2]
- Medalla de Oro en los Juegos Mundiales de Croacia 2017 en Tiro de Precisión.[6]
- Récord panamericano de Tiro de Precisión año 2016[7]

## Reconocimientos
- Escudo de Oro 2016. Premio al mejor deportista de la Confederación de Deportes de la provincia de Córdoba.[8]
- Premio Olimpia de Plata 2011 y 2016.[9][10]
- Joven Sobresaliente del año por la Bolsa de Comercio de Córdoba.[11]